# Sixpence None the Richer
Sixpence None the Richer è una band Christian rock statunitense le cui origini sono il Texas e Nashville nel Tennessee. Il loro nome è tratto da un passaggio in uno scritto del noto teologo e scrittore C. S. Lewis. La loro musica è stata caratterizzata all'esordio per l'attenzione a tematiche cristiane e alcuni brani dei primi album sono tratti da passi della Bibbia. Successivamente il gruppo si è dedicato a un pop più "leggero" ma sempre accurato e sentito, specie nella costruzione dei testi che hanno continuato ad avere forti riferimenti cristiani ma ad un livello meno biblico e più spirituale.

## Storia

### I primi anni
L'incontro tra Matt Slocum (chitarrista) e Leigh Bingham Nash (voce) avvenuto intorno al 1992 dette vita tre anni dopo al primo album The Fatherless and the Widow (1994) per l'etichetta discografica R.E.X. Records, anticipato da una serie di demo raccolte con il nome di The Original Demos. Nell'album Chris Dodds si occupò delle percussioni. Tempo dopo Slocum lasciò la sua band originaria Love Coma e si occupò del progetto Sixpence a tempo pieno. Nel 1995, con l'uscita di This Beautiful Mess si unirono al gruppo anche Tess Wiley (chitarra), J.J. Plasencio (basso) e Dale Baker (batteria). Entrambi gli album furono prodotti da Armand John Petri.

### Successo internazionale
Nel 1997, dopo aver firmato con l'etichetta discografica Squint Entertainment di Steve Taylor, i Sixpence composero il loro terzo album intitolandolo Sixpence None the Richer e lentamente guadagnarono un successo internazionale. Nel 1999 il singolo Kiss Me vinse il Grammy Award e fu al primo posto nelle vendite di dieci nazioni tra cui Canada, Regno Unito, Giappone (per cui successivamente la band la cantò anche in giapponese) e Israele. Venne poi utilizzata in una serie di film come tema musicale delle scene d'amore, come Kiss Me (She's All That), o in telefilm come Dawson's Creek. Nel giugno 1999 la canzone venne trasmessa dalla BBC durante la telecronaca diretta del matrimonio del Principe Edoardo, conte di Wessex sotto richiesta della stessa famiglia reale britannica.
Successivamente, nel 2000 la band pubblicò come singolo There She Goes, cover della band The La's e fu inserita nella riedizione dell'album come ultima traccia. Lo stesso anno la band contribuì al CD Today Presents: the Best of Summer Concert Series con la canzone Us per raccogliere fondi per la ricerca contro il cancro.

### Album successivi
Successivamente, con un album pronto ad uscire, la band fu lasciata in attesa dall'etichetta Squint Entertainment che stava iniziando ad avere diversi problemi di gestione. Ma quando questa venne acquistata dalla Word Records nell'ottobre del 2002 finalmente Divine Discontent vide la luce. Diverse canzoni incise in studio per la pre-release non furono inserite nell'LP (anche se pubblicate in seguito come b-side dei singoli o all'interno della raccolta) e vennero rimpiazzate da diverse novità.

### Scioglimento
Il 26 febbraio del 2004 Matt Slocum ha annunciato tramite una lettera al CCM Magazine che il gruppo ormai era sciolto. L'uomo nel luglio dello stesso anno ha cominciato a suonare con gli Astronaut Pushers con Lindsay Jamieson e Sam Ashworth. John Davis si è unito a questa band nel 2005.
Leigh Bingham Nash ha iniziato a lavorare ad un album solista intitolato Blue on Blue con il produttore Pierre Marchand nell'autunno del 2005. L'uscita di questo lavoro è avvenuta poi nell'agosto 2006.

### Reunion
Nel novembre del 2007 il gruppo si è riunito. Nel 2008 ha pubblicato l'EP My Dear Machine, e nell'ottobre dello stesso anno The Dawn of Grace, un album natalizio. Nel 2009 hanno cambiato casa discografica, passando alla Credential Recordings. Nel gennaio 2010 la band ha annunciato di star lavorando ad un album intitolato Strange Conversation, la cui uscita era inizialmente prevista per il 24 agosto 2010, ma è stata poi spostata all'8 marzo 2011, per poi slittare ulteriormente.

## Membri del gruppo
- Leigh Bingham Nash
- Matt Slocum
- Sean Kelly
- Justin Carry
- Jerry Dale McFadden
- Dale Baker
- Rob Mitchell

## Discografia

### Album
- 1994 - The Fatherless and the Widow
- 1995 - This Beautiful Mess
- 1997 - Sixpence None the Richer
- 2002 - Divine Discontent
- 2008 - The Dawn of Grace
- 2012 - Lost in Transition

### Raccolte
- 2004 - The Best of Sixpence None the Richer

### EP
- 1993 - The Original Demos
- 1996 - Tickets for a Prayer Wheel
- 2008 - My Dear Machine

### Singoli
- 1999 - Kiss Me
- 1999 - There She Goes
- 2002 - Breathe Your Name
- 2003 - Don't Dream It's Over